# Cat Bird
Cat Bird (a veces estilizado como Cat Bird!) es un videojuego de plataformas para móviles de 2017 desarrollado y publicado por Ryan Carag, bajo el seudónimo de Raiyumi, para Android e iOS. El juego gira en torno a Cat Bird, un cruce entre un gato y un pájaro, que intenta regresar a su planeta de origen viajando a través de portales al final de cada nivel. El truco principal de Cat Bird es poder deslizarse al saltar, lo que puede usarse para superar obstáculos dentro de los niveles. El juego fomenta la rejugabilidad al contar las muertes del jugador en lugar de darle vidas.
El juego fue lanzado el 23 de agosto de 2017. Posteriormente se publicó contenido adicional. Cat Bird recibió críticas positivas, y los críticos elogiaron el diseño de niveles, la música y el estilo artístico, con algunas críticas dirigidas a los diseños de los botones en pantalla. El juego fue descargado más de cinco millones de veces.

## Modo de juego
Cat Bird es un videojuego de plataformas y rompecabezas bidimensional (2D) ambientado en el espacio exterior, que presenta un estilo artístico pixelado. El personaje del jugador es un híbrido mitad gato, mitad pájaro llamado Cat Bird. Al comienzo del juego, Cat Bird es lanzado lejos de su planeta de origen durante una lluvia de meteoros, con el objetivo del juego de regresar a casa. Los botones para controlar el personaje del jugador están ubicados en la mitad inferior de la pantalla del teléfono. La jugabilidad principal de Cat Bird consiste en la capacidad del personaje del jugador para deslizarse, lo que se puede lograr manteniendo presionado el comando de salto. La mecánica de deslizamiento se utiliza en el juego para ayudar a evitar peligros y obstáculos como púas, hojas de sierra, rocas que caen y enemigos; así como para resolver acertijos. El juego consta de 40 niveles divididos en varios planetas, con una pelea de jefe al final de cada planeta. Algunos niveles contienen coronas coleccionables ocultas para que el jugador las encuentre. Después de una actualización en octubre de 2017, el juego agregó un cuarto planeta, que el jugador puede desbloquear en cualquier momento. Dos niveles en el planeta requieren coronas para desbloquearse, las cuales, al finalizar, otorgan al jugador skins para el personaje del jugador.
A diferencia de otros juegos de plataformas que le dan al jugador un número reducido de vidas, al jugador se le concede un número ilimitado de vidas. Sin embargo, los obstáculos sólo pueden golpear a Cat Bird una vez antes de que muera. En cambio, el contador de vidas típico se reemplaza por un contador que rastrea el número de muertes acumuladas a lo largo de una partida, que se utiliza para fomentar la rejugabilidad. Otra forma en que el juego fomenta la rejugabilidad es con el modo Contrarreloj, donde el jugador repite todos los niveles de un planeta seleccionado mientras se lo cronometra. El juego también cuenta con una tabla de clasificación.

## Desarrollo y lanzamiento
Cat Bird fue desarrollado por Ryan Carag (también conocido como Rayumi), fundador del desarrollador independiente de juegos móviles Raiyumi Inc, quien desarrolló el juego utilizando el motor de videojuego Stencyl. Julien Mier compuso la música de Cat Bird. En una entrevista con el sitio web Indie Zoom, Carag mencionó que durante las primeras etapas de desarrollo, la mecánica principal era originalmente que el personaje del jugador necesitaría recargar su salto. Sin embargo, Carag optó por cambiar la mecánica de recarga debido a que diseñar niveles divertidos en torno a la mecánica le resultaba «bastante difícil». Al cambiar a la mecánica de deslizamiento, el diseño de niveles se volvió «más fácill» para él. Más adelante en la entrevista, Carag mencionó que el diseño de niveles era el aspecto más difícil del proceso de desarrollo del juego, afirmando que «crearía un borrador de cada nivel, probaría y trabajaría en el siguiente nivel» antes de agregar detalles a los niveles.
Cat Bird fue el primer lanzamiento de Carag y, según él, tardó cuatro meses en desarrollarse. Se lanzó un avance a principios de agosto de 2017, con el juego programado para el 24 de agosto; se lanzó el 23 de agosto y se lanzó para dispositivos compatibles con Android e iOS. El 26 de octubre, el juego se actualizó para implementar un mundo nuevo con nuevos niveles y un nuevo jefe. Dos de estos niveles requieren recolectar los coleccionables de la corona para desbloquearlos, los cuales, al superar esos niveles, desbloquearían máscaras para el personaje del jugador. Esta actualización también incluyó nuevos logros, así como la implementación de una tabla de clasificación.

## Recepción

### Recepción de la crítica
Cat Bird recibió críticas positivas de los críticos, y sitios web como Pocket Gamer y Game Rant lo citaron como uno de los mejores juegos para dispositivos móviles. TouchArcade incluyó el juego en su lista de «Mejores juegos de iPhone de 2017».
Uno de los aspectos más elogiados del juego es su estilo artístico pixelado. Algunos críticos compararon los detalles ambientales con los vistos en los juegos Fez y Cave Story, y Chris James de Pocket Gamer afirmó que el estilo artístico del juego rivaliza con el de Fez, sintiendo que cada mundo tenía una buena variedad. En su reseña de TouchArcade, Jared Nelson comentó cómo los entornos del juego eran muy detallados y «llenos de vida» gracias a la adición de criaturas en el fondo de los niveles. Nelson agregó que, en comparación con otros «juegos de plataformas que son un throwback al pixel art», sentía que Cat Bird se realizó completamente gracias a los controles y el diseño de niveles del juego. Christine Chan de AppAdvice describió la estética del juego como nostálgica y comentó además que el juego utilizaba una paleta de «tonos tierra suaves y apagados, así como colores vibrantes y brillantes». Al igual que el estilo artístico, la música de Cat Bird fue igualmente elogiada. En su reseña, James describió cómo la banda sonora le hizo querer «ponerse los auriculares sólo para empaparse de la atmósfera». Chan mencionó cómo la música contribuyó al encanto general del juego y agregó que describió los efectos de sonido como «peculiares».
Otro factor del juego que fue muy elogiado fue el diseño de niveles. CJ Andriessen de Destructoid mencionó cómo el diseño de niveles en Cat Bird es lo que distingue al juego de otros similares, y agregó que sentía que Carag entendió lo que hacía que el personaje principal fuera único y, como resultado, pudo diseñar los niveles para probar las capacidades del personaje. TouchArcade también elogió el diseño de niveles y mencionó que las plataformas de rompecabezas están muy bien diseñadas y se usan a menudo para demostrar la mecánica de deslizamiento. Los controles del juego fueron recibidos de manera más mixta. James sintió que los controles eran confiables para manejar lo peor que cada nivel tenía para ofrecer, comparando las trampas en los niveles con las que se ven en Super Meat Boy. Añadió que sentía que cualquier muerte obtenida durante el juego era culpa suya y no del juego. Del mismo modo, en la reseña de TouchArcade, se elogiaron los controles, y Nelson mencionó que el conjunto de movimientos simples combinaba bien con el diseño de niveles y la progresión del juego en lugar de presentar un conjunto de movimientos más complejo al jugador. Jennifer Allen de Gamezebo afirmó que el juego logró el sistema de control y mencionó que el jugador terminará deslizándose mucho. Sin embargo, Allen también detalló algunos problemas con los controles de los botones en pantalla, diciendo que en ocasiones, el deslizamiento se detenía y el personaje lo hacía. De manera similar, Chan criticó los controles de los botones, afirmando que sentía que la posición de los botones era «un poco molesta» y recordó momentos en los que el personaje del jugador se movía en la dirección opuesta a la entrada de Chan.
Muchos críticos se refirieron al diseño del personaje Cat Bird, y personas como Pocket Gamer y TouchArcade creyeron que el personaje se parecía más a un murciélago que a un animal híbrido, y Jared Nelson agregó que pensaba que era parte de una broma, aunque todavía encontraba lindo al personaje, pero de una «manera un poco espeluznante». James bromeó acerca de cómo el juego debería haberse llamado «Cat Bat» en su lugar.  Allen de Gamezebo comentó que Cat Bird tenía un «aspecto bastante extraño» y «extraño», mientras que Andriessen de Destructoid llamó al personaje una «abominación tierna».

### Ventas
Según Sensor Tower, Cat Bird ha logrado más de cinco millones de descargas en Google Play Store.